# Seznam sídel v Chorvatsku, A
Toto je seznam sídel v Chorvatsku začínajících na písmeno A.
| Název        | Typ     | Župa                   | Město/ opčina | Počet obyvatel (2011) |
| ------------ | ------- | ---------------------- | ------------- | --------------------- |
| Ada          | vesnice | Osijecko-baranjská     | Šodolovci     | 200                   |
| Adamovec     | vesnice | Město Záhřeb           | Sesvete       | 975                   |
| Adžamovci    | vesnice | Brodsko-posávská       | Rešetari      | 612                   |
| Alaginci     | vesnice | Požežsko-slavonská     | Požega        | 198                   |
| Alan         | vesnice | Licko-senjská          | Senj          | 17                    |
| Aleksinica   | vesnice | Licko-senjská          | Gospić        | 169                   |
| Alilovci     | vesnice | Požežsko-slavonská     | Kaptol        | 410                   |
| Aljmaš       | vesnice | Osijecko-baranjská     | Erdut         | 605                   |
| Andigola     | vesnice | Bjelovarsko-bilogorská | Čazma         | 15                    |
| Andraševec   | vesnice | Krapinsko-zagorská     | Oroslavje     | 859                   |
| Andrijaševci | opčina  | Vukovarsko-sremská     | Andrijaševci  | 2 046                 |
| Andrijevac   | vesnice | Osijecko-baranjská     | Koška         | 155                   |
| Andrilovec   | vesnice | Záhřebská              | Dugo Selo     | 286                   |
| Antenal      | vesnice | Istrijská              | Novigrad      | 152                   |
| Antin        | vesnice | Vukovarsko-sremská     | Tordinci      | 731                   |
| Antolovec    | vesnice | Koprivnicko-križevecká | Legrad        | 75                    |
| Antonci      | vesnice | Istrijská              | Poreč         | 164                   |
| Antonci      | vesnice | Istrijská              | Grožnjan      | 62                    |
| Antunovac    | opčina  | Osijecko-baranjská     | Antunovac     | 2 181                 |
| Antunovac    | vesnice | Požežsko-slavonská     | Lipik         | 363                   |
| Antunovac    | vesnice | Požežsko-slavonská     | Velika        | 158                   |
| Anžići       | vesnice | Istrijská              | Višnjan       | 42                    |
| Apatija      | vesnice | Varaždinská            | Ludbreg       | 250                   |
| Apatovec     | vesnice | Koprivnicko-križevecká | Križevci      | 350                   |
| Apševci      | vesnice | Vukovarsko-sremská     | Nijemci       | 305                   |
| Arapovac     | vesnice | Karlovacká             | Slunj         | 4                     |
| Arbanija     | vesnice | Splitsko-dalmatská     | Trogir        | 374                   |
| Aržano       | vesnice | Splitsko-dalmatská     | Cista Provo   | 478                   |
| Ašikovci     | vesnice | Požežsko-slavonská     | Pleternica    | 91                    |
| Auguštanovec | vesnice | Záhřebská              | Pokupsko      | 125                   |